# Conquista de la Sierra
Conquista de la Sierra ist ein südwestspanisches Dorf und eine Gemeinde (municipio) mit 183 Einwohnern (Stand: 2024) in der Provinz Cáceres (Extremadura). 

## Lage und Klima
Conquista de la Sierra liegt im Süden der Provinz Cáceres in einer Höhe von etwa 445 m. Die Entfernung zur Hauptstadt Cáceres beträgt 61 km (Fahrtstrecke) in westnordwestlicher Richtung. 
Das Klima ist meist warm und trocken; der Regen (ca. 536 mm/Jahr) fällt hauptsächlich im Winterhalbjahr.

## Bevölkerungsentwicklung
| Jahr      | 1970 | 1981 | 1991 | 2001 | 2011 | 2021 |
| Einwohner | 422  | 244  | 197  | 204  | 212  | 192  |

## Sehenswürdigkeiten
- Laurentiuskirche
- Ruine des Palastes von Hernando Pizarro

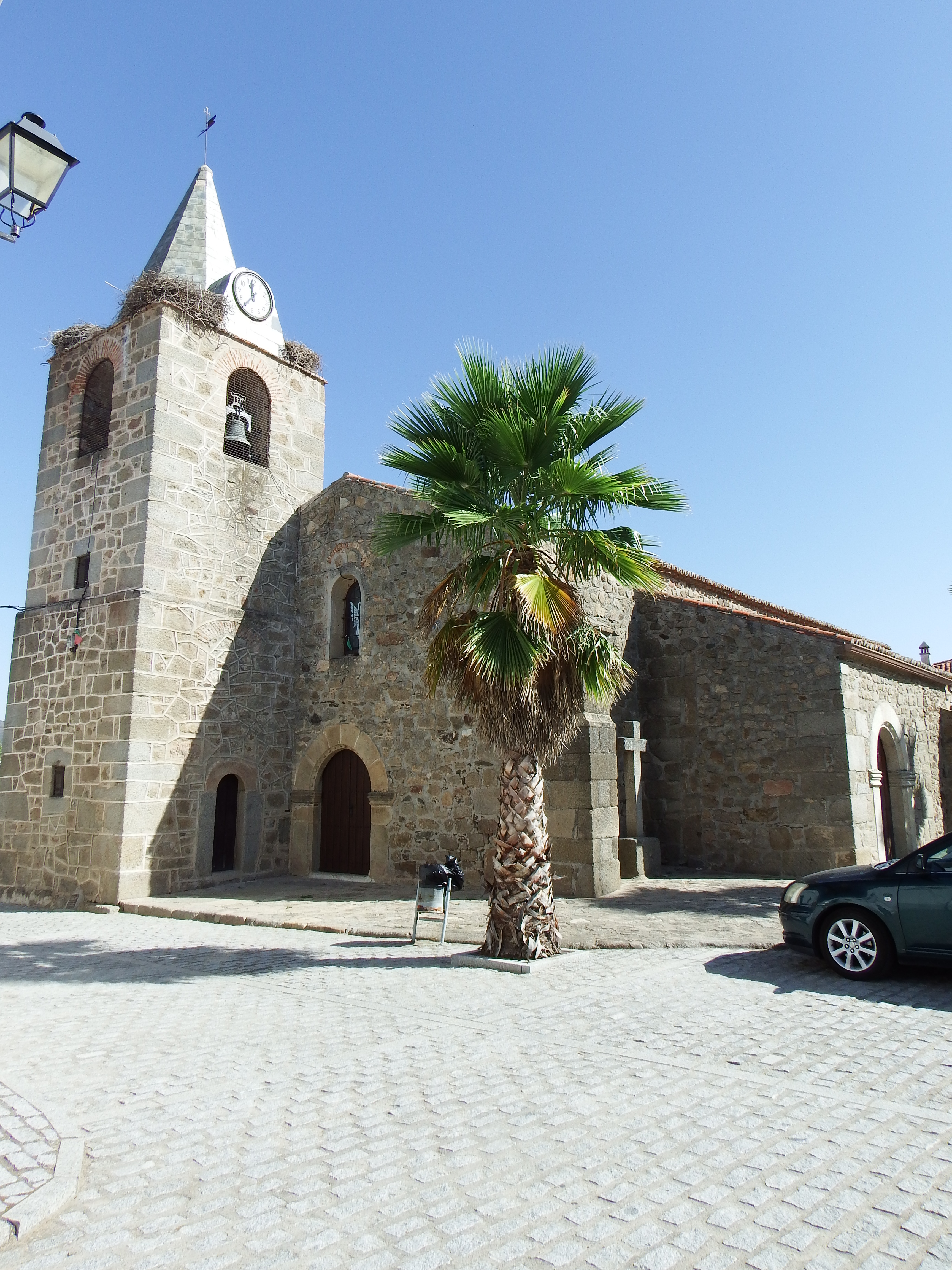
Laurentiuskirche
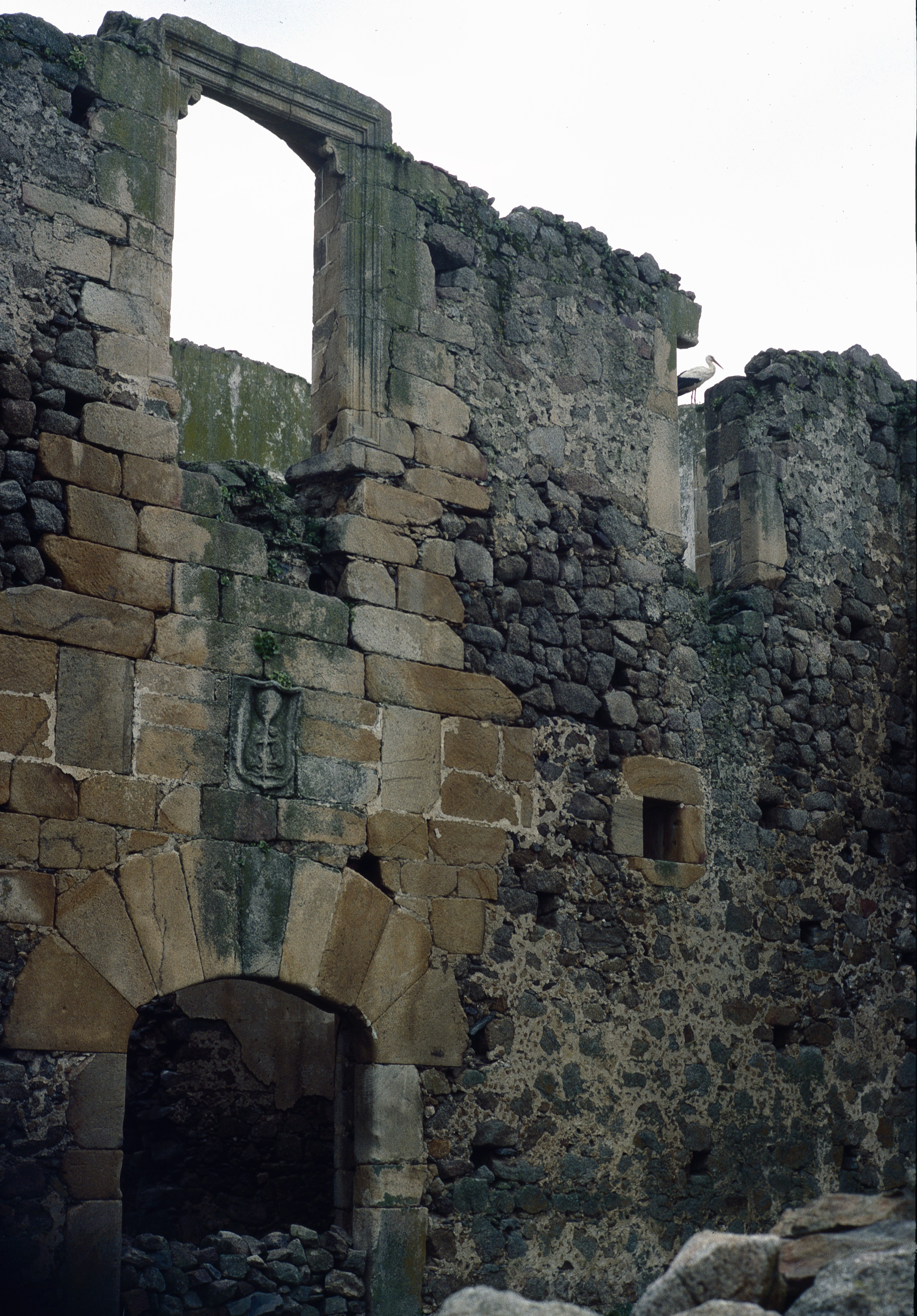
Palastruine Pizarro
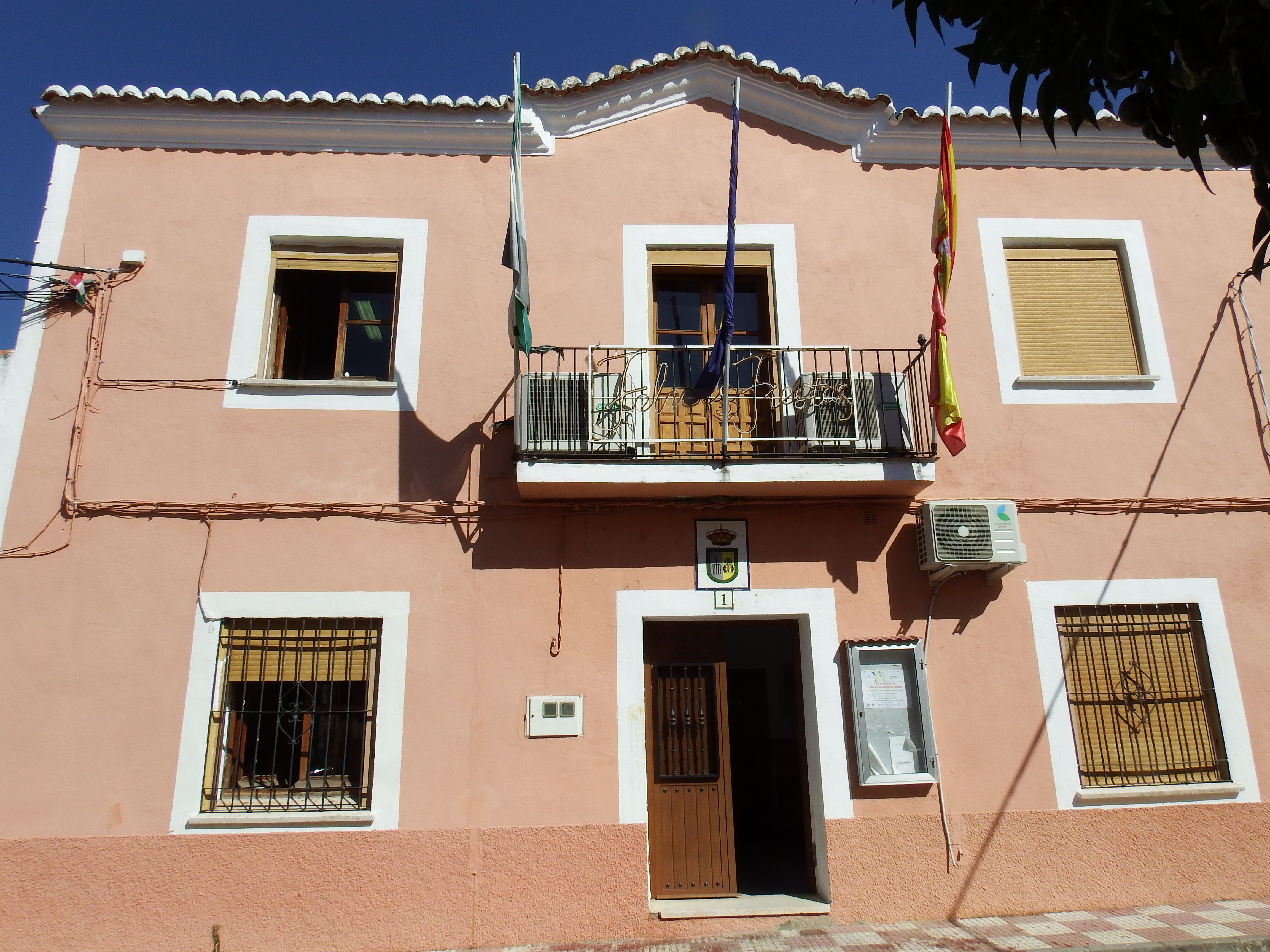
Rathaus